# Partit Popular de Finlàndia (1951)
El Partit Popular de Finlàndia (en finès: Suomen Kansanpuolue; KP) va ser un partit liberal de Finlàndia. Va tenir representació a l'Eduskunta i va participar a diversos governs del país.
El Partit Popular Finlandès es va fundar el 3 de febrer de 1951 a Hèlsinki després de la fusió de les organitzacions provincials del Partit Nacional Progressista i el Partit Independent de la Classe Mitjana, escollint a Eino Saari com el seu president. Aleshores disputava l'electorat del Partit de la Coalició Nacional, ja que des de les seves primeres eleccions legislatives al 1951 va aconseguir representació al Parlament amb un 5.68% dels vots, resultats que mantindrien aproximadament durant la seva dècada d'existència.
Durant aquestes quatre legislatures, participarien de cinc gabinets de govern: el liderat per Sakari Tuomioja, el primer gabinet de V. J. Sukselainen, el tercer gabinet de Karl-August Fagerholm, el primer d'Ahti Karjalainen i el de Johannes Virolainen.
Al 1965 es fusionarien amb el partit minoritari Lliga Liberal, que va obtenir a les eleccions de 1962 un escó, davant els 13 del KP, per formar plegats el Partit Popular Liberal.

## Resultats electorals
| Any  | Líder        | Vots    | Vots | Escons   | Escons | Pos. | Govern             |
| Any  | Líder        | No.     | %    | No.      | ±      | Pos. | Govern             |
| ---- | ------------ | ------- | ---- | -------- | ------ | ---- | ------------------ |
| 1951 | Eino Saari   | 102,933 | 5.68 | 10 / 200 | Nou    | 6è   | Oposició (1951−53) |
| 1951 | Eino Saari   | 102,933 | 5.68 | 10 / 200 | Nou    | 6è   | Coalició (1953−54) |
| 1954 | Eino Saari   | 158,323 | 7.88 | 13 / 200 | 3      | 5è   | Oposició (1954−57) |
| 1954 | Eino Saari   | 158,323 | 7.88 | 13 / 200 | 3      | 5è   | Coalició (1957−57) |
| 1954 | Eino Saari   | 158,323 | 7.88 | 13 / 200 | 3      | 5è   | Oposició (1957−58) |
| 1958 | Eino Saari   | 114,617 | 5.90 | 8 / 200  | 5      | 6è   | Coalició (1958−59) |
| 1958 | Eino Saari   | 114,617 | 5.90 | 8 / 200  | 5      | 6è   | Oposició (1959−62) |
| 1962 | Harras Kyttä | 146,005 | 6.34 | 13 / 200 | 5      | 5è   | Coalició           |